# Regenwälder von Atsinanana
Die Regenwälder von Atsinanana sind eine von der UNESCO gelistete Stätte des Weltnaturerbes in Madagaskar. Die Welterbestätte umfasst sechs Nationalparks in der Region Atsinanana und an der östlichen Küste der Insel. Zwischen 2010 und 2025 stand die Welterbestätte auf der Roten Liste des gefährdeten Welterbes.

## Eintragung
Die Regenwälder von Atsinanana wurden 2007 aufgrund eines Beschlusses der 31. Sitzung des Welterbekomitees in die Liste des UNESCO-Welterbes aufgenommen. Damit gehören sie nach dem Strengen Naturreservat Tsingy de Bemaraha zur zweiten Weltnaturerbestätte in Madagaskar.
In der Begründung für die Eintragung heißt es unter anderem:

„Sie weisen eine weltweit herausragende Artenvielfalt auf und haben einen außergewöhnlich hohen Anteil an endemischen Pflanzen- und Tierarten. Der Anteil an Endemiten beträgt insgesamt ungefähr 80 bis 90 Prozent, endemische Familien und Gattungen kommen häufig vor. Die mehrteilige Stätte setzt sich aus einer repräsentativen Auswahl der wichtigsten Lebensräume der einzigartigen Regenwald-Biota Madagaskars zusammen, zu der viele bedrohte und endemische Pflanzen- und Tierarten zählen.“

Die Eintragung erfolgte aufgrund der Kriterien (ix) und (x).

„(ix): Die Regenwälder von Atsinanana sind Reliktwälder, die sich auf steilem Gelände entlang den Osthängen des Madagaskar-Gebirges befinden. Die in dieser mehrteiligen Stätte enthaltenen Schutzgebiete sind entscheidend für die Aufrechterhaltung ökologischer Prozesse, die für das Überleben von Madagaskars einzigartiger Artenvielfalt notwendig sind. Die Artenvielfalt spiegelt Madagaskars geologische Geschichte und geographische Lage wider. Sie ist die weltweit viertgrößte Insel und wurde von den anderen Landmassen vor mindestens 60 bis 80 Millionen Jahren abgetrennt, dementsprechend haben sich die meisten Pflanzen und Tiere in Isolation entwickelt. Die Wälder boten während der letzten Klimaveränderungen auch ein wichtiges Rückzugsgebiet für Arten und werden für die Anpassung und das Überleben von Arten in Anbetracht zukünftiger Klimaveränderung wesentlich sein.“

„(x): Der Anteil an Endemiten innerhalb dieser Stätte beträgt ungefähr 80 bis 90 Prozent für alle Gruppen, endemische Familien und Gattungen kommen häufig vor. Madagaskar weist eine außergewöhnlich hohe Anzahl (etwa 12.000) an einheimischen Pflanzenarten auf und gehört zu den wenigen Ländern, die für ihre „Megadiversität“ bekannt sind. Die Stätte ist auch weltweit bedeutend für die Tierwelt, insbesondere für Primaten, vertreten sind fünf Familien madagassischer Primaten, sämtliche endemische Lemurenfamilien, sieben endemische Nagetiergattungen, sechs endemische Fleischfressergattungen, sowie mehrere Fledertierarten. Von 123 nicht fliegenden Säugetieren auf Madagaskar (72 davon stehen auf der Roten Liste der gefährdeten Arten des IUCN) treten 78 innerhalb dieser Stätte auf. Die entscheidende Bedeutung dieser Stätte wird von der Tatsache unterstrichen, das durch Abholzung nur noch 8,5 Prozent des ursprünglichen Waldbestandes in Ostmadagaskar vorhanden sind und die Stätte Schlüsselgebiete des übriggebliebenen Habitats beschützt.“

## Die einzelnen Teilgebiete
Die Welterbestätte ist in dreizehn Teilgebiete unterteilt, die insgesamt einen Schutzbereich von 479.660,7 ha umfassen.
| UNESCO-ID    | Offizieller Name                        | Region                                    | Koordinaten                  | Fläche in Hektar | Bemerkung | Bild |
| ------------ | --------------------------------------- | ----------------------------------------- | ---------------------------- | ---------------- | --------- | ---- |
| 1257-001/002 | Nationalpark Marojejy                   | Sava                                      | 14° 27′ 35″ S, 49° 42′ 9″ O  | 59.751,80        |           |      |
| 1257-003     | Nationalpark Masoala                    | Sava, Analanjirofo                        | 15° 9′ 57″ S, 50° 16′ 18″ O  | 1165,00          |           |      |
| 1257-004     | Nationalpark Masoala                    | Sava, Analanjirofo                        | 15° 15′ 44″ S, 50° 16′ 32″ O | 84,00            |           |      |
| 1257-005     | Nationalpark Masoala                    | Sava, Analanjirofo                        | 15° 27′ 55″ S, 50° 11′ 9″ O  | 732,00           |           |      |
| 1257-006     | Nationalpark Masoala                    | Sava, Analanjirofo                        | 15° 34′ 16″ S, 50° 7′ 32″ O  | 476,00           |           |      |
| 1257-007     | Nationalpark-Masoala-Meeresschutzgebiet | Sava, Analanjirofo                        | 15° 45′ 39″ S, 49° 58′ 29″ O | 3.256,40         |           |      |
| 1257-008     | Nationalpark Zahamena                   | Alaotra-Mangoro, Analanjirofo, Atsinanana | 17° 37′ 45″ S, 48° 43′ 30″ O | 69.898,50        |           |      |
| 1257-009     | Nationalpark Ranomafana                 | Vatovavy-Fitovinany, Haute Matsiatra      | 21° 5′ 24″ S, 47° 18′ 0″ O   | 25.186,00        |           |      |
| 1257-010     | Nationalpark Ranomafana                 | Vatovavy-Fitovinany, Haute Matsiatra      | 21° 7′ 12″ S, 47° 12′ 36″ O  | 13.706,00        |           |      |
| 1257-011     | Nationalpark Ranomafana                 | Vatovavy-Fitovinany, Haute Matsiatra      | 21° 11′ 24″ S, 47° 15′ 0″ O  | 1.608,00         |           |      |
| 1257-012     | Nationalpark Andringitra                | Ihorombe, Haute Matsiatra                 | 22° 13′ 22″ S, 46° 55′ 44″ O | 32.074,50        |           |      |
| 1257-013     | Nationalpark Andohahela                 | Anosy                                     | 24° 45′ 10″ S, 46° 47′ 9″ O  | 64.547,00        |           |      |